# ジョン・ブラバゾン (第10代ミーズ伯爵)
第10代ミーズ伯爵ジョン・シャンブレ・ブラバゾン（英語: John Chambré Brabazon, 10th Earl of Meath KP PC (Ire)、1772年4月9日 – 1851年3月15日）は、アイルランド出身の貴族、政治家。

## 生涯
第8代ミーズ伯爵アンソニー・ブラバゾンとグレース・リー（Grace Leigh、1812年10月23日没、ジョン・リーの娘）の息子として、1772年4月9日に生まれた。
1797年5月26日に兄ウィリアムが死去すると、ミーズ伯爵位を継承した。その後、1797年から1851年までウィックロー県首席治安判事を、1831年から1851年までダブリン統監を務めた。
1821年7月19日に聖パトリック勲章を授与され、1831年にアイルランド枢密院の枢密顧問官に任命された。ウィリアム4世の戴冠式記念叙勲では1831年9月10日に連合王国貴族であるヘレフォードシャーにおけるイートン・ホールのチャーワース男爵に叙された。
1851年3月15日にグレート・マルヴァーンで死去、息子ウィリアムが爵位を継承した。

## 家族
1801年12月31日、メロジーナ・アデレード・ミード（Melosina Adelaide Meade、1866年3月26日没、初代クランウィリアム伯爵ジョン・ミードの娘）と結婚、5男1女をもうけた。
- アンソニー（1802年11月10日 – 1826年2月9日） - アルディー卿の儀礼称号を使用した。生涯未婚
- ウィリアム（英語版）（1803年 – 1887年） - 第11代ミーズ伯爵
- ジョン（1805年5月29日 – 1870年2月）
- ヘンリー（1807年 – 1880年）
- リチャード（1808年 – 1887年）
- セオドシア（Theodosia、1808年7月15日 – 1876年2月13日） - 1832年6月22日、第3代ゴスフォード伯爵アーチボルド・アチソン（英語版）と結婚、子供あり